# Syzygium glaucissimum
Syzygium glaucissimum är en myrtenväxtart som först beskrevs av Henry Haselfoot Haines, och fick sitt nu gällande namn av N.C. Rathakrishnan och N.Chandrasekharan Nair. Syzygium glaucissimum ingår i släktet Syzygium och familjen myrtenväxter. Inga underarter finns listade i Catalogue of Life.